# 大島末男
大島 末男（おおしま すえお、1932年 - 2011年）は、日本のキリスト教神学者。カール・バルト、パウル・ティリッヒの研究者。麗澤大学教授、広島工業大学教授。

## 経歴
出生から修学期
1932年、群馬県前橋市で生まれた。東京大学法学部在学中に小池辰雄、前田護郎の聖書研究会に参加。その後、聖書神学舎（現聖書宣教会）で舟喜順一に古プロテスタント教会の正統神学(福音主義神学)を学んだ。バルト神学の研究を志し、聖書神学舎の教授・羽鳥明の推薦でフラー神学校に留学し、バルト神学の研究家のジェフリー・ブロムリーの元で学んだ。フラー神学校在学中に、サンフランシスコの長老教会でアメリカ訪問中のカール・バルトの講義を聞いた。
フラー神学大学を卒業後、パウル・ティリッヒの元で学ぶために、シカゴ大学へ入学。シカゴ大学でマルクース・バルト一家と親交を深めた。1970年、ヨセフ・ハルトゥニアン教授とラングドン・ギルキー教授の元でバルト神学の学位論文を完成させ、Ph.D.を取得。
神学者として
帰国後、麗澤大学教授を務めた。

## 著作
著書
- 『カール・バルト』清水書院 1986
  - 再版 2015年
- 『ティリッヒ』清水書院 1997
  - 再版 2014年
- 『人間とは何か：自己を超越する生き方』麗澤大学出版部 2001
- 『カール・バルトにおける神学と歴史』麗澤大学出版会 2003